# Alexandru Romalo
Alexandru Romalo (* 1892; † 1947) war ein rumänischer Wirtschaftswissenschaftler, Politiker, Senator, Sekretär für besondere Angelegenheiten von Elisabeth zu Wied und Diplomat.

## Werdegang
Er war Geschäftsführer einer Societăţii de Asigurare „Dacia“, einer rumänischen Rückversicherungsgesellschaft.
Von 1. Juni 1940 bis 15. Oktober 1940 war er Gesandter in Berlin.
In diese Zeit fiel der Zweite Wiener Schiedsspruch, zu dem er nach Wien reiste.
| Vorgänger      | Amt                                                           | Nachfolger              |
| -------------- | ------------------------------------------------------------- | ----------------------- |
| Radu Crutzescu | Rumänischer Gesandter in Berlin 1. Juni 1940–15. Oktober 1940 | Constanin-Paul Grecianu |